# Prioziorni (Krasnodar)
Prioziorni (del ruso: Приозерный) es un jútor del raión de Uspénskoye del krai de Krasnodar, en el sur de Rusia. Está situado entre los lagos Bolshoye y Maloye, al norte de la orilla derecha del río Kubán, 17 km al nordeste de Uspénskoye y 187 km al este de Krasnodar, la capital del krai. Tenía 19 habitantes en 2010.
Pertenece al municipio Vesiólovskoye.